# The Bounty Hunter
The Bounty Hunter é um filme de comédia romântica, dirigido por Andy Tennant, estrelado por Jennifer Aniston e Gerard Butler. 

## Produção
Caçador de Recompensas teve a maioria das cenas filmadas no Brooklyn, Nova Iorque, Estados Unidos.
Um dublê de corpo foi usado para realizar as cenas de ação de Gerard Butler. Entre elas estava uma seqüência onde o dublê pulou de um prédio. Depois de assistir muitas vezes a filmagem, Gerard Butler decidiu fazer o mesmo salto, que é a cena mostrada nos trailers.
O filme teve seu lançamento em 2010. As filmagens ocorreram entre junho e setembro de 2009.

## Elenco
- Jennifer Aniston como Nicole Hurley
- Gerard Butler como Milo Boyd
- Jason Sudeikis como Stewart
- Jeff Garlin como Sid
- Ritchie Coster como Ray
- Cathy Moriarty como Irene
- Peter Greene como Earl Mahler
- Joel Marsh Garland como Dwight
- Dorian Missick como Bobby Jenkins
- Siobhan Fallon Hogan como Teresa
- Carol Kane como Dawn
- Adam Rose como Jimmy
- Christine Baranski como Kitty Hurley

## Recepção
O público pesquisado pelo CinemaScore deu ao filme uma nota média de "B−" em uma escala de A+ a F.
No site agregador de críticas Rotten Tomatoes, 23% das 143 resenhas dos críticos são positivas. O consenso diz: "Gerard Butler e Jennifer Aniston ficam tão atraentes como nunca, mas a fórmula do roteiro (...) não sabe o que fazer com eles - ou a atenção do público"..